# Pysk (květ)
Pysk (labellum) je buď část srostlých korunních lístků nebo pozměněný okvětní lístek.

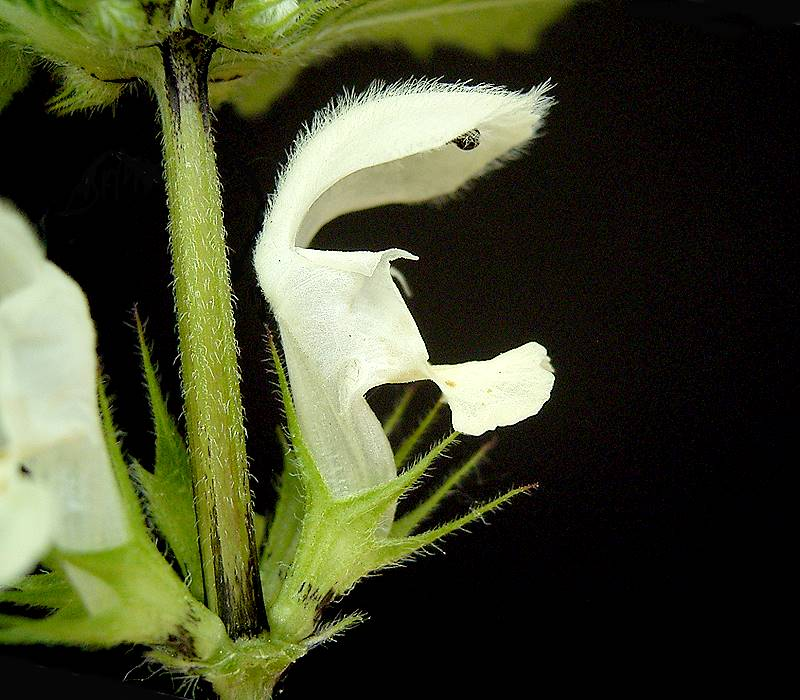
Dvoupyská koruna

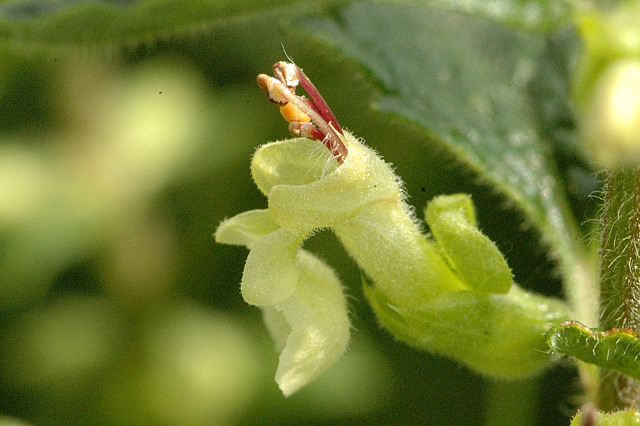
Jednopyská koruna

## Srostlá koruna
Srostlá koruna (corolla sympetala) je tvořena navzájem srostlými korunními lístky. Podle tvaru a způsobu srůstů se dělí do několika typů, z nichž jeden se jmenuje koruna pyskatá.
Pyskatá koruna má korunní lístky u báze srostlé do korunní trubky a na konci trubky mohou být lístky navzájem srostlé do dvou seskupení (pysků) nebo pouze do jednoho, druhý případ se vyskytuje zřídka. Pyskaté koruny bývají např. u čeledi hluchavkovitých, jitrocelovitých a bublinatkovitých. Obdobně se vyskytuje i srostlý kalich (calyx synsepalus), jeho kališní lístky jsou menší a nejsou tak patrné.

### Dvoupyská koruna
Dvoupyská koruna (corolla bilabiata) je tvořena dvěma nestejnými pysky, horním a spodním. Horní pysk je obvykle vytvořen srůstem dvou a spodní tří korunních lístků. Jednotlivé srostlé lístky jsou většinou rozeznatelné, tvoří tzv. laloky, které mívají rozdílnou velikost. Spodní pysk slouží jako přistávací plocha přilétajícím opylovačům a horní chrání prašníky a blizny. Tyčinky bývají přitisknuty k hornímu nebo spodnímu pysku a opylující hmyz je při své cestě za nektarem poprášen pylem shora nebo zespod. Na spodním pysku bývá umístěna ostruha (nektarium).
Dvoupyská koruna se dále podle vstupu do korunní trubky dělí na:
- Koruna tlamatá (corolla ringens) – dvoupyská koruna se široce otevřeným jícnem nekladoucí překážky opylovači při vstupu (např. hluchavka).
- Koruna šklebivá (corolla personata) – dvoupyská koruna s uzavřeným ústím (otevře se např. při bočním smáčknutím) a vysoko vypouklým patrem dolního pysku (např. lnice).

### Jednopyská koruna
Řídký případ, kdy i horní korunní lístky jsou srostlé se spodními a vytvářejí společně spodní pysk (např. ožanka). Dalším případem je, že horní korunní lístky zakrněly do nepatrných výběžků (např. zběhovec) a horní pysk nevytvářejí.

## Změněný okvětní lístek
Tato situace nastává hlavně u rostlin čeledi vstavačovitých, kde okvětní lístky vyrůstající ve dvou přeslenech. Prostřední okvětní lístek vnitřního přeslenu zbobtná (nebo se zredukuje) a vytvoří lístek odlišného tvaru i barvy, tzv. pysk. Bývá někdy rozeklán do laloků nebo uprostřed zaškrcený, mívá na svém povrchu výrůstky nebo rýhy, viditelně vyčnívá z květu. Vytvořený pysk pomáhá lákat a navádět opylovače a vytváří mu horizontální plochu pro usednutí, vzadu na pysku bývá umístěna ostruha (nektarium).

## Druhy korun a pysků

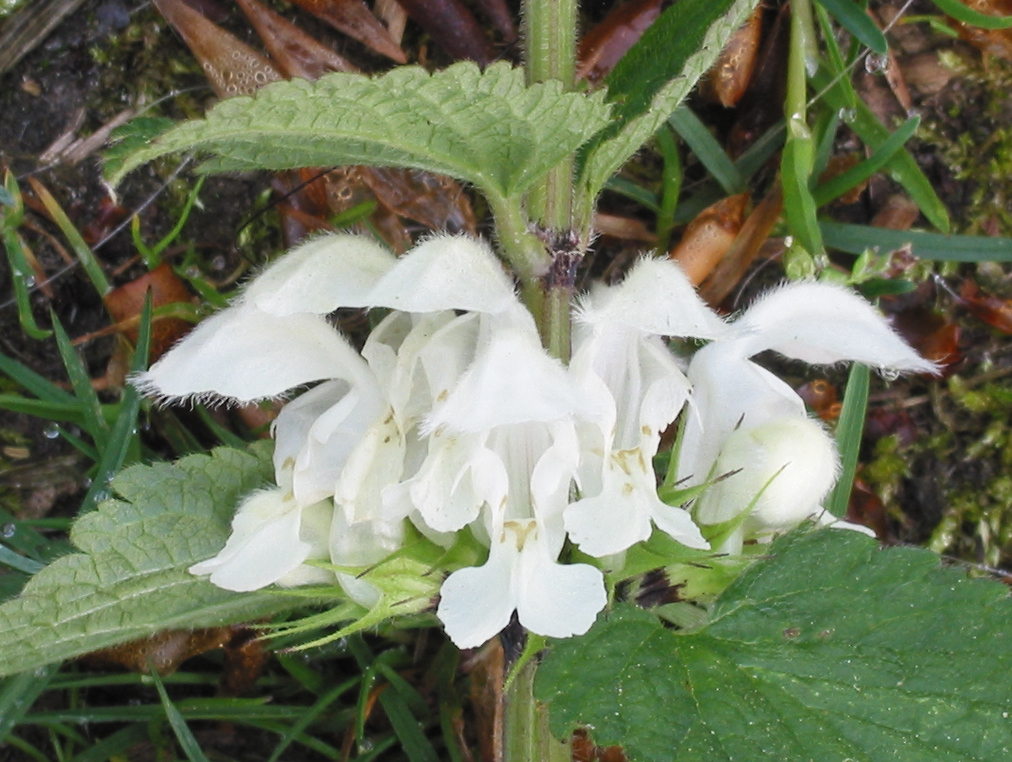
Hluchavka, koruna tlamatá
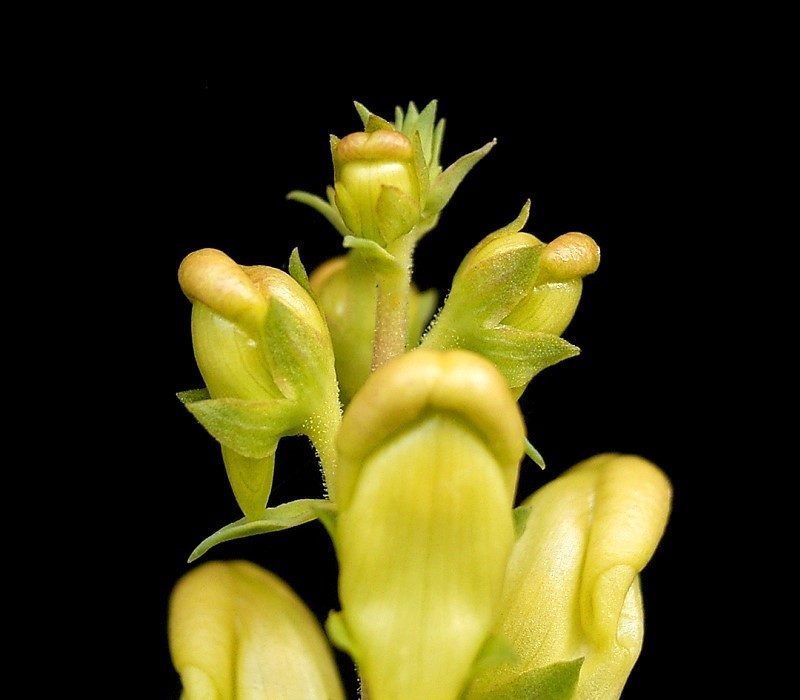
Lnice, koruna šklebivá
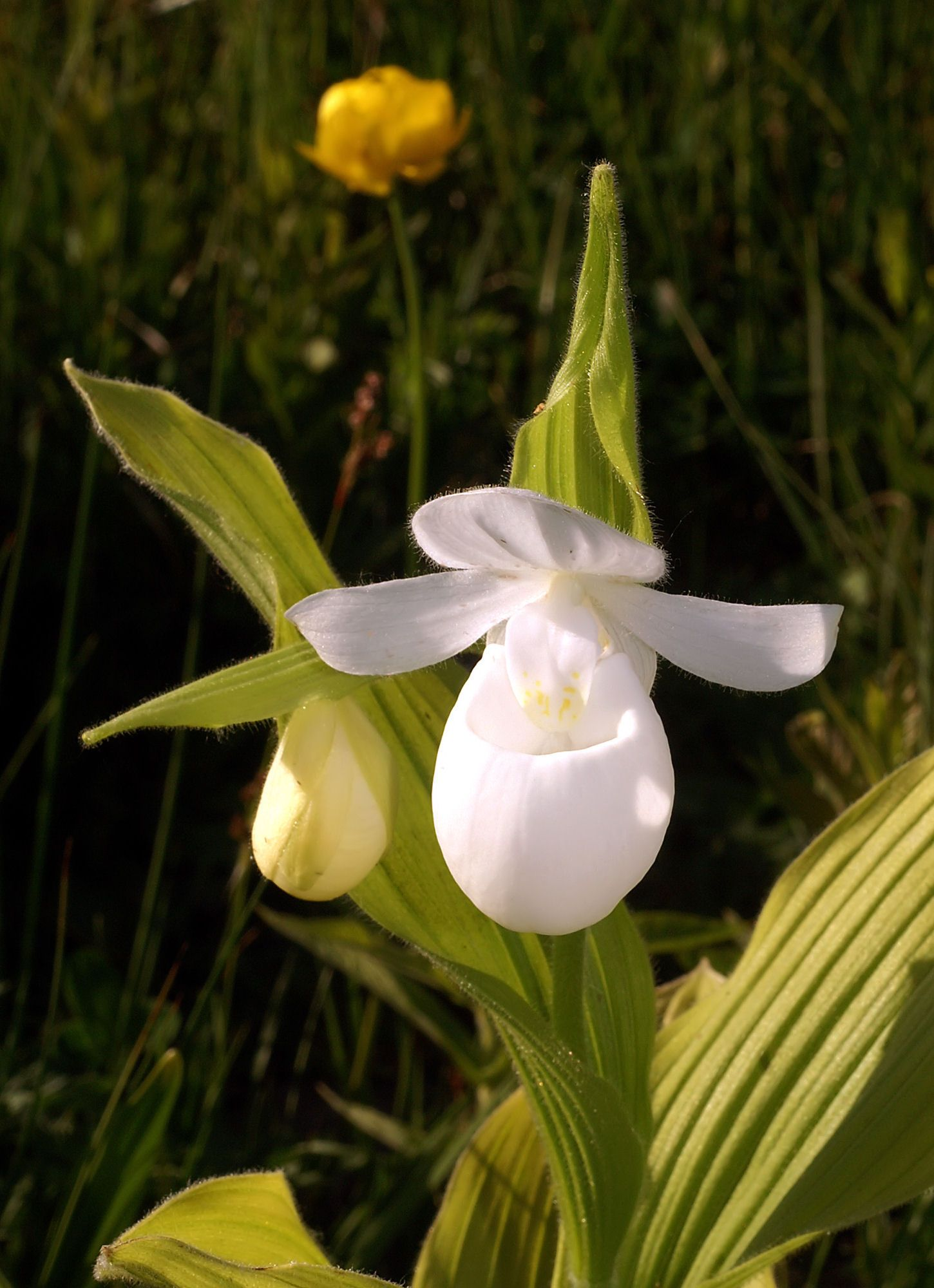
Střevičník, pysk je větší než zbylé okvětí
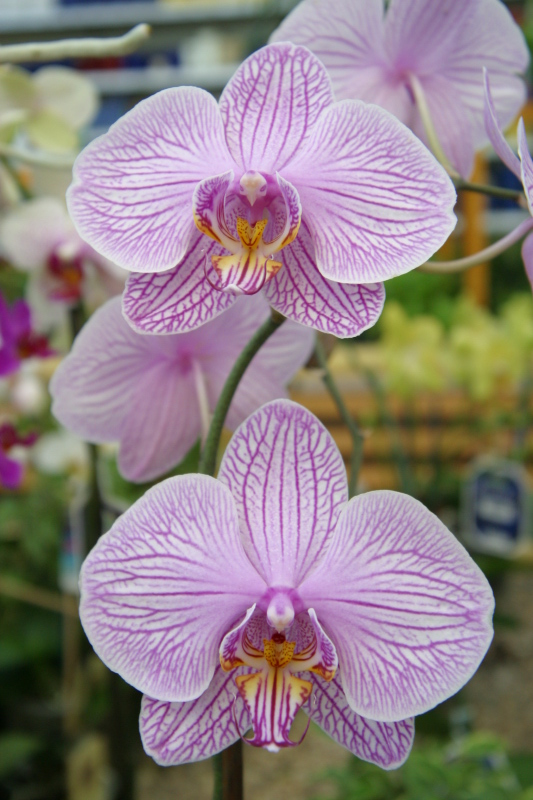
Falaenopsis, pysk je menší než zbylé okvětí